# Camooweal
Camooweal ist ein Ort im nordwestlichen Queensland in Australien, der an der Barkly Highway unweit der Grenze zum Northern Territory liegt. Er ist etwa 188 Kilometer von der Stadt Mount Isa entfernt und zählt etwa 150 Einwohner.
Der Entdecker William Landsborough, nach dem der Landsborough Highway benannt ist, kam als erster Europäer um 1862 auf der Suche nach den verschollenen Forschern William John Wills und Robert O’Hara Burke in die Gegend um Camooweal.
Im Ort, der 1884 gegründet wurde, gibt es Möglichkeiten zum Einkaufen, ein Motel, Hotel und Caravan-Platz. Der Ort kann als Ausgangspunkt zum Camooweal-Caves-Nationalpark genutzt werden.
Im Ort und in der Umgebung sind mehrere historische Objekte in die Denkmalschutzliste von Queensland eingetragen: Es sind dies die Community Hall, Freckleton's Stores, der Tree of Knowledge und Hodgkinson's Marked Tree.
Der überregional bekannte australische Countrysänger Slim Dusty, der das Abschiedslied Waltzing Matilda anlässlich der Olympischen Spiele in Sydney im Jahr 2000 sang, widmete dem Ort das Lied Camooweal.